# Cantó de Boulogne-Billancourt-Nord-Oest
El cantó de Boulogne-Billancourt-Nord-Oest és un antic cantó francès del departament dels Alts del Sena, que estava situat al districte de Boulogne-Billancourt. Comptava amb part del municipi de Boulogne-Billancourt.

## Municipis
- Boulogne-Billancourt (part)

## Història
| Data d'elecció                           | Identitat      | Partit           | Qualitat |
| ---------------------------------------- | -------------- | ---------------- | -------- |
| 1967-1973                                | Georges Gorse  | UDR              |          |
| 1973-1991                                | Paul Graziani  | UDR, després RPR |          |
| 1991-1998                                | Vincent Tauzin | RPR              |          |
| 1998-2004                                | Henri Ricard   | RPR, després UMP |          |
| 2004-                                    | Thierry Solère | UMP              |          |
| les dades anteriors no són pas conegudes |                |                  |          |
|                                          |                |                  |          |

## Demografia
| A partir de 1990: Població sense dobles comptes |